# Список організмів, названих на честь світу Гаррі Поттера

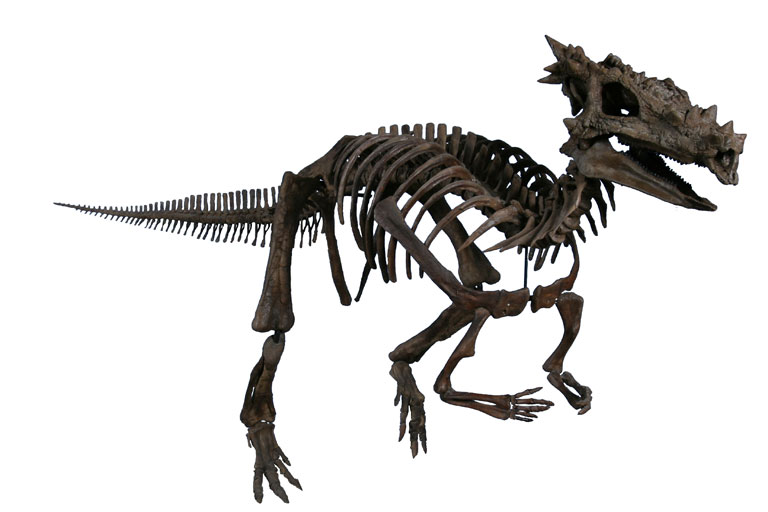
Скелет Dracorex hogwartsia, виду, назва якого перекладається як «Король-дракон Гоґвортсу»

Новостворені таксономічні назви в біологічній номенклатурі часто відображають інтереси першовідкривача або вшановують тих, кого поважає відкривач. Це перелік реальних організмів з науковими назвами, що посилаються на світ Гаррі Поттера з книжок Джоан Роулінг.

## Хребетні
- Clevosaurus sectumsemper — вимерла глостерська ящірка (Clevosaurus). Назва відсилає до закляття sectumsempra.[1][2]

- Dracorex hogwartsia — вимерлий вид динозавра родини пахицефалозаврові. Названий на честь Гоґвортсу, школи, у якій відбувається більшість подій у серії книг про Гаррі Поттера.[3]

- Trimeresurus salazar — вид змій родини Гадюкові. Названий на честь Салазара Слизерина[4].

## Безхребетні
- Ampulex dementor — вид тарганоїдних ос (Ampulicidae). Названий на честь дементорів, охоронців в'язниці Азкабан, які висмоктують душі тих, з ким вони стикаються.[5][6]

- Aname aragog — різновид павука в родині Nemesiidae, названий на честь Арагога, вигаданого павука, улюбленця Рубеуса Геґріда.[7][8]

- Eriovixia gryffindori — вид павука-колопряда, названий на честь Грифіндора; павук нагадує капелюх для сортування, який розділяє нових учнів Гоґвортсу за гуртожитками.[9]

- Graphorn — рід щитників, названий на честь ґрапорога, небезпечного магічного створіння з «Фантастичних звірів і Де їх шукати».[10]

- Harryplax severus — вид псевдозіоїдного краба. Згідно з публікацією, яка вперше описує рід і вид,[11] ім'я роду Harryplax було обрано як на честь Гаррі Т. Конлі, так і як натяк на Гаррі Поттера. Рід однотипний, H. severus — єдиний його член. Назва виду — ім'я Северуса Снейпа, вчителя та директора Гоґвортсу.[12][13]

- Lusius malfoyi — вид паразитоїдної оси, що зустрічається в Новій Зеландії. Назва виду згадує Луціуса Мелфоя, батька одного з однокласників Гаррі в Гоґвортсі.[14][15] Рід Lusius вперше був описаний в 1903 році і не є посиланням на світ Гаррі Поттера.[16]

- Lycosa aragogi — різновид павука-вовка, названий на честь павука Арагога, що належав Рубеусу Геґріду.[17][18]

- Ochyrocera aragogue — вид павука в родині Ochyroceratidae. Він також названий на честь Геґрідового улюбленця Арагога.[19]

- Thestral — рід щитників, названий на честь тестралів, невловимих і чарівних крилатих коней, які тягнуть карети, що перевозять студентів з залізничного вокзалу Гоґсмід.[20]